# Maku
Maku (perski: ماكو) – miasto w Iranie, w ostanie Azerbejdżan Zachodni. Liczba mieszkańców w 2006 roku wynosiła ok. 41 tys.